# خلوت (اسلام)
خلوت (Khilwa) در برخی قوانین اسلام به عنوان یک جرم شناخته می‌شود که شامل یافتن فردی در یک مکان خصوصی به تنهایی با یک عضو از جنس مخالف است که خویشاوند نزدیک (محرم) نیست، گفته می‌شود. به عنوان مثال، در مالزی در سال ۲۰۰۹، ۱۹۷ دانش‌آموز در ایالت کلا ترنگانو در مدت هفت ماه «به خاطر خلوه دستگیر شدند.» در این منطقه، مسلمانان مجرد که خویشاوند فردی از جنس مخالف نیستند، می‌توانند توسط پلیس دینی ایالت به خاطر جرم خلوت (که به عنوان «نزدیکی نزدیک» توصیف شده است) دستگیر شوند. مأموران اجرای اداره دینی مجاز به انجام «بررسی‌ها، نظارت و یورش‌ها برای کاهش موارد خلوت» هستند و می‌توانند «دانش‌آموزان از مدارس متوسطه و مؤسسات آموزش عالی را… به خاطر خلوت دستگیر کنند» و به «سازمان‌های جوانان و رهبران دانشجویی در مورد خطرات ارتکاب خلوه مشاوره دهند.»
در ایران خلوت جرم نیست اما به شدت نکوهش شده است.